# Petra Mede
Petra Maria Mede, född 7 mars 1970 i Högalids församling, Stockholm, är en svensk ståuppkomiker, programledare, skådespelare och före detta dansare.

## Biografi

### Bakgrund
Petra Mede är dotter till Klas Mede och Ulla Mede, född Linnander, samt yngre syster till Anne Mede Ageling. Hon växte upp i Partille utanför Göteborg, men är numera bosatt i stadsdelen Bromma i Stockholm.
Hon utbildade sig till balettdansare på Balettakademien men skadade sig allvarligt i ryggen som 20-åring och tvingades sluta. Hon var sedan långtidssjukskriven under ett decennium. Efter det studerade hon till stockholmsguide och arbetade ett tag som det innan hon slog igenom som komiker. Hon har en filosofie kandidatexamen med franska som huvudämne.

### Komiker, TV, film
Medes offentliga karriär tog fart efter medverkan i en amatörtävling i ståuppkomik våren 2005. År 2007 blev hon utsedd till bästa nykomling och 2009 till årets kvinnliga komiker på Svenska Stand up-galan. Mede är känd bland annat från TV-programmen Morgonsoffan, Parlamentet, Hjälp!, Cirkus Möller och Högklackat. Hon har även uppträtt på Stockholm Live och varit gäst i pratprogrammen Robins, Doreen 21.30, Skavlan och Rakt på med K-G Bergström. 2010 fick Mede sin egen pratshow, Petra Mede Show, på TV3. År 2014 filmdebuterade hon i långfilmen Medicinen.
Mede har lett flera stora galor och direktsända program. Hon ledde QX Gaygala 2009 liksom Guldbaggegalan 2011–2012 och 2015–2018.
Mede tog 2009 över som programledare för Melodifestivalen, efter att Kristian Luuk lett programmet i två år. Den 28 januari 2013 meddelade Christer Björkman på en presskonferens att Mede skulle komma att leda Eurovision Song Contest 2013 i Malmö. Det var första gången på flera år som programmet endast hade en programledare.
Åren 2009, 2018 och 2025 var hon sommarpratare i Sommar i P1. År 2013 blev hon framröstad av svenska radiolyssnare till vintervärd i samma program. Julafton 2013 var hon julvärd i SVT.
I april 2015 var Mede tillsammans med BBC:s Graham Norton programledare för galan på Hammersmith Apollo i London då Eurovision Song Contest fyllde 60 år. 2015/2016 deltog hon i På spåret tillsammans med Peter Magnusson; laget gick inte vidare från gruppen. År 2016 ledde hon Eurovision Song Contest i Stockholm med Måns Zelmerlöw. Hon blev därmed den tredje personen någonsin att leda tävlingen mer än en gång. Hon ledde Eurovision Song Contest 2024 tillsammans med Malin Åkerman. Det blev tredje gången Mede var programledare för programmet.
Mede har tillsammans med David Lindgren varit programledare för Let's Dance 2021 och 2022 på TV4.
2025 var hon med i en mellanakt i finalen av Melodifestivalen 2025 och senare i den första semifinalen i Eurovision Song Contest 2025 i Basel. Hon var också med och medkommenterade Eurovisionfinalen för svenska tittare.

### Böcker
I september 2008 gav Mede och Anna Granath ut boken Mer självkänsla än du kan hantera, en parodi på självhjälpsböcker.
2020 utkom den självbiografiska boken Skam och högmod i Sävedalen där skildring av uppväxten varvas med inslag ur närtid. Den följdes 2022 av Svindlande stunder i Blackeberg som handlar om ungdomstiden, också här omväxlande med inslag från närtid.

### Familj
Tillsammans med sin tidigare sambo Mattias Günther har hon en dotter född 2012. Hon har ytterligare en dotter, född 2022, som hon skaffade som ensamstående.

## Filmografi
- Medicinen – Eva
- Hitta Doris – Vilja (röst)
- Hasse & Tage – en kärlekshistoria – Sig själv